# Clavascidium
Clavascidium is een geslacht van korstmossen dat behoort tot de familie Verrucariaceae van de ascomyceten. De typesoort is Clavascidium umbrinum, maar deze is later heringedeeld naar het geslacht Placidium als Placidium umbrinum.

## Soorten
Volgens Index Fungorum telt het geslacht acht soorten (peildatum februari 2023):
| Soortnaam                    | Auteur(s)             | Publicatiejaar |
| ---------------------------- | --------------------- | -------------- |
| Clavascidium antillarum      | (Breuss) Breuss       | 1996           |
| Clavascidium imitans         | (Breuss) M. Prieto    | 2012           |
| Clavascidium kisovense       | (Zahlbr.) Breuss      | 1996           |
| Clavascidium krylovianum     | (Tomin) M. Prieto     | 2012           |
| Clavascidium lacinulatum     | (Ach.) M. Prieto      | 2012           |
| Clavascidium pseudorufescens | (Breuss) M. Prieto    | 2012           |
| Clavascidium semaforonense   | (Breuss) M. Prieto    | 2012           |
| Clavascidium sinense         | T.T. Zhang & X.L. Wei | 2022           |